# 第一次メッセニア戦争
第一次メッセニア戦争（英: First Messenian War、紀元前743年-紀元前724年）は、メッセニアとスパルタの間で起った戦争である。

## 原因
パウサニアスによれば、メッセニア人のポリュカレスはスパルタ人のエウアイプノスに騙されたことをスパルタ王やスパルタの役人に訴えたが、スパルタ側は訴えを無視した。そこで、激怒したポリュカレスは多数のスパルタ人を殺傷してメッセニアへと逃げ帰った。当然スパルタはポリュカレスの身柄引き渡しをメッセニアに要求した。メッセニア民会では意見が分かれ、内戦が勃発した。結局は身柄引き渡し反対派が勝利し、身柄引き渡しを拒否した。このためにスパルタはメッセニア征服を決定した。
また、他の理由としては、メッセニア人によるスパルタ王テレクロスの殺害、スパルタ人女性の拉致などが挙げられる。

## 経過
当初、スパルタ王アルカメネスによるアンフェイア攻略までは小競り合いが続いただけであった。スパルタはアンフェイア攻略後4年に渡り他の都市を攻撃するも、ことごとく失敗した。二度の会戦の後、メッセニアでは疫病が流行し、それによってメッセニアの戦況は悪化した。そこで、メッセニア軍は要塞化されたイトメ山へ引いた。それから6年目の年にスパルタはイトメ攻略の軍を派遣した。その時の戦いではメッセニア王エウパエスが戦死したものの、戦いは痛みわけに終わった。その後、メッセニア人はデルポイに神託を請い、王家の処女を生贄とすれば勝利できるとの答を得て、アリストデモスが自らの娘を生贄とした。これによってアリストデモスはメッセニア王に選ばれた。
アリストデモス即位から5年目の年にスパルタはイトメ山攻略のために二人の王が率いる軍を派遣したが、紀元前726年のイトメ山の戦いでメッセニア軍に敗北した。しかし、その後、勝利の立役者アリストデモスは娘の亡霊に悩まされ、娘の墓の前で自殺した。優秀な指揮官の喪失と不吉な予言の的中によってメッセニア人は狼狽し、戦意が落ちた。一方スパルタは長期的な包囲戦に戦略を転換し、これによってメッセニア人は飢餓に苦しめられた。追い詰められたメッセニア軍は決死の反撃を試みるも、返り討ちに遭った。最終的に彼らはメッセニア北部から撤退し、戦争はスパルタの勝利に終わった。

## 結果とその後
メッセニアはスパルタに征服され、メッセニア人はヘイロータイの身分に落とされた。これによってスパルタはギリシアのポリスの中では例外的に広い領土を有することになった。しかし、約40年後の紀元前685年にスパルタの支配に耐えかねたメッセニア人はスパルタに対して反乱を起こし、他のポリスも両陣営に加わってペロポネソス半島中を巻き込んだ戦争となった。第二次メッセニア戦争である。また、二人の王が戦争にかかりっきりになってしまったため、スパルタでは監督官の制度が生まれた。